# 岩鸟属
岩鸟属（学名：Laornis）是种史前今鸟类，化石只有19世纪晚期发现的一块胫跗骨即标本YPM 820。岩鸟为单型属，迄今只有爱氏岩鸟（Laornis edvardsianus）一个种。属名Laornis意为“石头鸟类”，由古希腊文的lao（石头）+ornis（鸟）组成。种加词edvardsianus致敬法国古生物学家阿方斯·米尔恩-爱德华兹及其有着里程碑意义的《为法国鸟类化石史所提供的解剖学及古生物学研究》，当时该著作第二部分的撰写已接近完成。
岩鸟发现于美国新泽西州彭伯顿镇区伯明翰泥灰岩矿霍纳斯敦组的晚白垩世或早古新世沉积物（39°59'N, 74°43'W）。沉积物的年代落在6600至6300万年前。
这块骨头较为独特，但并不很具有可鉴别性。其大致形状表明，岩鸟是种双腿修长、身体至少像鹅一样大的半水生鸟类。如果它是涉禽，则生前直立高度可达1（3英尺3英寸）左右，但取决于它的腿和脖子究竟有多长。当然，这无法从已知骨骼中判断出来。另一方面，它可能是种体型较大、腿也相应较短的海鸟。
已将其与鸻形目及鹤形目联系起来，并暂时归入自己的岩鸟科（Laornithidae）。它可能是种原始的鹤形目，或更可能是与鹤鸟目、鸻形目和／或某些（或所有）其它现代“涉禽”的共同祖先近缘的祖先谱系的一部分。它也可能是普瑞斯比鸟科中的一种长腿海鸟，且不排除是一种古代的伪齿鸟。这群分类不明的海鸟在古新世进化出了庞大的体型，但在岩鸟的时代，它们中的大多数尺寸可能只与大号海燕相当。

## 注脚
1. ↑  法文：Recherches Anatomiques et Paleontologiques pour servir a l'Histoire des Oiseaux Fossiles de la France